# Resolutie 103 Veiligheidsraad Verenigde Naties
Resolutie 103 van de Veiligheidsraad van de Verenigde Naties was de laatste resolutie in 1953 en van twee resoluties van de VN-Veiligheidsraad op
3 december 1953. Behalve de Sovjet-Unie die zich onthield stemden alle leden van de Veiligheidsraad voor.

## Inhoud
De Veiligheidsraad beval de Algemene Vergadering aan om San Marino onder enkele voorwaarden partij van het Statuut van het Internationaal Gerechtshof te laten worden. San Marino moest partij worden na een door het land zelf geratificeerde verklaring bij de Secretaris-Generaal te hebben ingediend. In die verklaring moesten de aanvaarding staan van de voorwaarden in het Statuut van het Hof, de aanvaarding van de verplichtingen die VN-lidstaten hadden in het Handvest van de Verenigde Naties, en een in samenspraak met de Algemene Vergadering bepaalde regelmatige bijdrage aan de kosten van het Hof.

## Verwante resoluties
- Resolutie 9 Veiligheidsraad Verenigde Naties
- Resolutie 11 Veiligheidsraad Verenigde Naties
- Resolutie 71 Veiligheidsraad Verenigde Naties
- Resolutie 102 Veiligheidsraad Verenigde Naties

Lijst ·  99 ·  100 ·  101 ·  102 ·  103